# The Wisdom of Brother Ambrose
The Wisdom of Brother Ambrose è un cortometraggio muto del 1911 diretto da Lewin Fitzhamon.

## Trama
I suggerimenti di un monaco che insegna qualcosa di nuovo a un brigante sull'uso delle pallottole.

## Produzione
Il film fu prodotto dalla Hepworth.

## Distribuzione
Distribuito dalla Hepworth, il film - un cortometraggio di 175 metri - uscì nelle sale cinematografiche britanniche nel luglio 1911.
Si conoscono pochi dati del film che, prodotto dalla Hepworth, fu distrutto nel 1924 dallo stesso produttore, Cecil M. Hepworth. Fallito, in gravissime difficoltà finanziarie, il produttore pensò in questo modo di poter almeno recuperare il nitrato d'argento della pellicola.